# Keep Holding On
Keep Holding On — пауэр-баллада, записанная Аврил Лавин для фильма «Эрагон». Она была написана Аврил и Лукашом Готтвальдом, который спродюсировал песню. Премьера на радиостанциях состоялась в Северной Америке в ноябре 2006 года.
Песня также является треком на третьем альбоме Аврил The Best Damn Thing, который был выпущен 17 апреля 2007.

## Информация о песне
Песня была хорошо принята музыкальными критиками, Billboard охарактеризовал её как «великолепную песню».
«Keep Holding On» достигла 2 места в канадском чарте BDS. Она вошла в число лучших 20 композиций в Billboard Hot 100, добравшись до #17 и в топ 10 в Hot Adult Top 40. Это стало огромным успехом для песни, учитывая то, что никакого официального музыкального видеоклипа не было снято. Сингл не был выпущен в большинстве стран Европы, хотя он добрался до #9 в чарте Словакии, #27 в Чехии и #32 в Латвии.
Сингл стал одним из первых, который был издан в качестве цифрового релиза только в Австралии, где достиг #5 в Top 40 Digital Tracks chart.
Этот сингл получил статус золотого 22 февраля 2007 и платинового 31 января 2008.
«Keep Holding On» была в числе претендентов в номинации на «Лучшую песню» на церемонии вручения Оскара в 2007 году, но не вошла в число окончательных номинантов.
Песня использовалась в финале 2 сезоне телесериала «Говорящая с призраками», а также в телесериале Хор в серии Throwdown (Хор)

## Список композиций
Американское промо
1. «Keep Holding On»
2. «Suggested Call Out Hook»

Японское промо
1. «Keep Holding On»
2. «Keep Holding On» (Instrumental version)

Британское/Австралийское/Французское промо
1. «Keep Holding On»

## Чарты
| Чарт (2006)                      | Пик |
| -------------------------------- | --- |
| Canadian Singles Chart           | 2   |
| Czech IFPI Chart                 | 27  |
| Romanian Top 100                 | 51  |
| Russian Airplay Top 100          | 101 |
| Slovakian Singles Chart          | 9   |
| U.S. Billboard Hot 100           | 17  |
| U.S. Billboard Mainstream Top 40 | 18  |
| U.S. Billboard Pop 100           | 17  |
| Чарт (2007)                      | Пик |
| UK Singles Chart                 | 175 |